# Johannes Friedrich Böckelmann
Pour les articles homonymes, voir Böckelmann.
Johannes Friedrich Böckelmann (né le 22 avril 1633 à Steinfurt, mort le 23 octobre 1681 à Leyde) est un juriste allemand, aussi sous le pseudonyme de Hircander.

## Biographie
Le fils du juge Friedrich Böckelmann va de 1651 à 1654 au gymnasium de sa ville natale. Il développe son talent juridique auprès de son professeur, Werner Pagenstecher. Le 5 février 1656, il s'inscrit à l'université de Heidelberg pour étudie le droit. Le 22 mars 1659, il est nommé professeur par rescrit de Charles Louis du Palatinat, nomination qu'il accepte le 26 avril et, le 4 mai, prête serment au sénat de l'université.
Il défend en mars 1659 en présence de l'électeur sa dissertation doctorale Disputatio exhibens diversa iuris thematha, où il s'oppose à Ézéchiel Spanheim. Il devient professeur de droit en 1665. À cette fonction, il participe à l'organisation de l'université de Heidelberg et est recteur du 20 décembre 1660 au 23 décembre 1661.
Avec l'avancement académique, il devient un membre de la Cour Palatine et en 1664 son vice-président. Dans le même temps, il est en 1661 conseil puis en 1665 envoyé de l'électeur pour les tâches diplomatiques. En 1670, il accepte une offre de l'université de Leyde, où il prend le 8 novembre, la chaire de droit romain et le 3 juillet 1671, la chaire de droit étatique et populaire. Il en est le recteur de 1675 à 1676. Sa fondation testamentaire survit encore aujourd'hui à l'université de Leyde, qui accorde une bourse à un étudiant en droit.